# IUCLID
A IUCLID (ejtsd: [juklid, International Uniform ChemicaL Information Database) (Nemzetközileg egységesített kémiai információs adatbázis) egy szoftver, amelyet bárki – különösen vegyipari vállalatok és állami hatóságok – használhat kémiai anyagok belső tulajdonságaira és veszélyességére vonatkozó adatok gyűjtésére, tárolására, karbantartására és továbbítására.
A IUCLID-ot az Európai Bizottság Közös Kutatóközpontján (JRC) belüli Egészség- és Fogyasztóvédelmi Intézetének (IHCP) volt Európai Kémiai Irodája tartja fenn és terjeszti ingyenesen.
Az 5-ös verzió (IUCLID5) fejlesztése befejeződött, 2007 óta ingyenesen elérhető mindenki számára. A IUCLID5 kulcsfontosságú eszköz a vegyipari vállalatok számára abban, hogy eleget tegyenek kötelességüknek a vegyi anyagok regisztrálásáról, értékeléséről, engedélyezéséről és korlátozásáról (REACH) szóló, a kémiai anyagok gyártására és használatára vonatkozó európai uniós rendeletnek.

## Történet

### IUCLID verziók 1-től 4-ig
- 1993: Az első IUCLID a létező anyagok kockázatainak értékeléséről és ellenőrzéséről szóló 79/93/EGK rendelet számára.[1]
- 1999: A IUCLID az OECD HPV Programjának. ajánlott eszközévé válik.
- 2000: Az aktív vegyi anyagok bejelentésére a IUCLID az előírt alkalmazás az EU biocid jogszabályában (1896/2000/EK rendelet[2]).
- A IUCLID4-et jelenleg kb 500 szervezet használja világszerte (vegyipari vállalatok, EU-tagállamok illetékes hatóságai, az OECD titkársága, az US-EPA, a japán Gazdasági, Kereskedelmi és Ipari Minisztérium és más szolgáltatók).

### IUCLID5
2003-ban, mikor nyilvánvalóvá vált, hogy a REACH-javaslatot előbb vagy utóbb elfogadja az Európai Unió, az Európai Bizottság úgy döntött, hogy továbbfejleszti a IUCLID4-et és létrehoz egy új verziót, IUCLID5-öt, amit vegyipari vállalatok használhatnak annak érdekében, hogy eleget tehessenek a REACH által előírt kötelezettségüknek.
A REACH-et végül 2006. december 18-án fogadták el 1907/2006/EK rendeletként, és 111. cikke megemlíti a IUCLID-ot, mint az adatok gyűjtésére, továbbítására szolgáló eszköz.

## IUCLID5

### Adatforma és csere
A IUCLID által tárolt és kezelt adatok kiterjednek a következő információkra:
- A IUCLID használója (termelés helyei, kapcsolattartó személyek stb.)
- A vállalat és partnerei által kezelt anyagok, azon belül:
  - összetétel,
  - külső hivatkozások, mint CAS-szám és más azonosítók,
  - besorolás és címkézés,
  - fizikai és kémiai tulajdonságok,
  - mérgezési tulajdonságok,
  - öko-mérgezési tulajdonságok,
- keverékek,
- kategóriák.

Az OECD és az Európai Bizottság megegyeztek egy közös XML formátumban (OECD Harmonized Templates) abból a célból, hogy az így tárolt információkat könnyen megoszthassák. IUCLID5 az első alkalmazás amely teljesen eleget tesz ennek a sok nemzeti és nemzetközi hivatal által elfogadott szabványnak.
Számos fél működött közre az OECD Harmonized Templates megalkotásában és felülvizsgálatában, többek között a BIAC, az OECD, az Európai Vegyipari Tanács (Cefic) és más testületek és hivatalok.

### A IUCLID5 alkalmazási területei
Lokális IUCLID5 installációkat bárki használhat, hogy így releváns adatokhoz jusson és gyűjtsön kémiai anyagokról, tárolja azokat, gondozza azokat és másokkal kicserélje.

#### REACH dossziék
Ha egy vállalkozás a REACH hatálya alá esik, akkor valamennyi releváns IUCLID5 adatot egy úgynevezett REACH-dosszié formájában exportálni tud és ezeket azután továbbítani tudja az Európai Vegyianyagügynökség (ECHA) számára.

#### Más felhasználási területek
A IUCLID 5 adatformátum és a OECD Harmonized Templates kompatibilitásának köszönhetően a IUCLID5 adatok a REACH dossziékon túl is számos más célra (újra-)felhasználhatókká válhatnak. Az Európai Bizottság és a nemzetközi hivatalok közös IUCLID-projekt munkacsoportja ez idő szerint azon tanácskozik, hogy a IUCLID5 adatokat további, nem a REACH szabályozása alá eső területekre is kiterjesszék.
Törvényalkotási területek és programok, melyeken belül a IUCLID 5 adatok már ma is elismertek:
- OECD HPV Chemicals Programme
- US HPV Challenge Programme
- Japan HPV Challenge Programme Archiválva 2005. augusztus 15-i dátummal a Wayback Machine-ben (feltéve, hogy az OECD előírásait a SIDS-dossziékra vonatkozóan betartják).

IUCLID5 kiterjed a biocidokra/peszticidekre is; ami annyit tesz, hogy azok az adatok, melyek egy anyagról a REACH előírásai szerint keletkeznek, relatív egyszerűen kiegészülnek a biocidokra/peszticidekre vonatkozó aspektusokkal és képesek megfelelni az EU Biocid-törvényben rögzített adatközlési kötelezettségeknek.

### Rendelkezésre állás
2007. június 13-a óta a IUCLID 5 installálását célzó állományok a IUCLID-honlapon Archiválva 2012. március 17-i dátummal a Wayback Machine-ben keresztül ingyen rendelkezésére állnak az érdekeltek számára.

### Technológia

#### A IUCLID fejlesztése és telepítése
A IUCLID5 , mint felhasználás Java-bázisú és felhasználja a Hibernate-Framework szoftvert a Java perzisztencia (az adatbázisban rögzített adatok elérése) kezelésére. IUCLID 5 rendelkezik egy Java Swing Grafikus felhasználói felülettel (GUI) és különálló munkaállomásokra, vagy azok lokális hálózatára telepíthető.
A IUCLID5 telepíthető:
- vagy 100%-os nyílt forráskódú rendszerkörnyezetben, mely at Tomcatot mint Web konténert és PostgreSQL-t mint (DBMS) adatbankrendszert alkalmaz,
- vagy kereskedelmi rendszerkörnyezetben, mely a BEA Systemshez tartozó Web Logic szervert használja applikáló szerverként és/vagy Oraclet mint (DBMS) adatbankrendszert alkalmaz.

#### A IUCLID-rendszer által megkívánt minimum feltételek
A IUCLID valamennyi modern PC-re telepíthető. Optimális működéséhez minimum 1 GB RAM szükséges.

## Fordítás
- Ez a szócikk részben vagy egészben  az   IUCLID című német Wikipédia-szócikk fordításán alapul.  Az eredeti cikk szerkesztőit annak laptörténete sorolja fel. Ez a jelzés csupán a megfogalmazás eredetét és a szerzői jogokat jelzi, nem szolgál a cikkben szereplő információk forrásmegjelöléseként.